# ۶۱۰ (پیش از میلاد)
۶۱۰ (پیش از میلاد) ۶۱۰مین سال قبل از تقویم میلادی است.